# Altersvermögensgesetz
Durch das Altersvermögensgesetz (AVmG) wurde zusammen mit dem Altersvermögensergänzungsgesetz (AVmEG) ein Paradigmenwechsel innerhalb der gesetzlichen Rentenversicherung in Deutschland vollzogen. Das Gesetzpaket aus AVmG / AVmEG hatte zum Ziel, „die Rentenversicherung langfristig für die jüngere Generation bezahlbar zu erhalten und ihr im Alter einen angemessenen Lebensstandard zu sichern“.
Zu diesem Zweck wurde der Beitragssatz in seiner maximalen Höhe bis 2030 begrenzt. Folge der Begrenzung des Beitragssatzes war die Absenkung des Rentenniveaus. Um dieses zu restabilisieren, wurde eine private und staatlich geförderte Zusatzvorsorge, die sogenannte Riester-Rente, eingeführt und die betriebliche Altersversorgung verbessert. Das umlagefinanzierte Rentensystem wurde damit durch kapitalgedeckte Altersversorgung ergänzt.

## Altersvermögensgesetz und Altersvermögensergänzungsgesetz
Im Zuge der Beratungen im Bundestag wurde der ursprüngliche Entwurf zum AVmG in zwei Teile aufgespalten.
1. Jene Teile, welcher keiner Zustimmung des Bundesrates bedurften, blieben im AVmG (Gesetzes zur Reform der gesetzlichen Rentenversicherung und zur Förderung eines kapitalgedeckten Altersvorsorgevermögens – vom 26. Juni 2001 (BGBl. I S. 1310))[2]
2. Die zustimmungspflichtigen Teile des Gesetzentwurfs bildeten das AVmEG (Gesetz zur Ergänzung des Gesetzes zur Reform der gesetzlichen Rentenversicherung und zur Förderung eines kapitalgedeckten Altersvorsorgevermögens – vom 21. März 2001 (BGBl. I S. 403))[3]

Die im Folgenden beschriebenen Änderungen beziehen sich auf das gesamte Gesetzpaket, ohne explizit darauf einzugehen, mit welchem der beiden Teile die Änderung umgesetzt wurde.

## Wesentlicher Inhalt

### Beitragssatzdeckelung
Kernelement des mit dem Gesetzespaket verfolgten Paradigmenwechsels war die Festlegung einer Obergrenze für den Beitragssatz zur gesetzlichen Rentenversicherung (§ 154 Abs. 3 SGB VI). Dieser sollte bis zum Jahr 2020 nicht über 20 Prozent und bis zum Jahr 2030 nicht über 22 Prozent ansteigen. Vor Umsetzung dieses Leitbildes wurde das Leistungsniveau immer politisch festgelegt mit der Folge, dass der Beitragssatz aus Gründen der Finanzierbarkeit entsprechend anstieg. Das hätte bedeutet, dass nach damaligen Hochrechnungen im Jahr 2030 ein Beitragssatz von 24 bis 26 Prozent zu erwarten gewesen wäre. Mit der Deckelung des Beitragssatzes übernahm die Bundesregierung die Verpflichtung, einen geeigneten Maßnahmenkatalog zu erstellen, mittels dessen bei Erreichen der Grenze von 22 Prozent interveniert werden würde. Die Komplexität dieser Aufgabe führte zur Bildung der Rürup-Kommission, ein Gremium, auf das das spätere RV-Nachhaltigkeitsgesetz zurückfiel.

### Rentenanpassung
Ebenfalls umgesetzt wurde die (erneute) Ankopplung der Renten an die Bruttolöhne. Politisch sehr umstritten war bis dahin die ab dem 1. Januar 1992 erfolgte Rentenanpassung auf Basis der Nettolohnentwicklung (Einkommensentwicklung abzüglich Steuer und Sozialabgaben) geblieben. Daher wurde eine modifizierte Bruttolohnanpassung eingeführt. Dahinein flossen die Faktoren der Entwicklung der durchschnittlichen Bruttolöhne, die Veränderungen des Beitragssatzes und ein fiktiver Altersvorsorgeanteil. Im Vordergrund stand die Einhaltung des langfristigen Beitragssatzziels bei gleichzeitiger Senkung des Beitragssatzes für die Gegenwart. Da das Rentenniveau um etwa fünf Prozent abgesenkt wurde, sollte eine schrittweise Anhebung der Altersvorsorgebeiträge in den Riesterverträgen die Kompensation harmonisieren.

### Förderung privater und betrieblicher Vorsorge
Zum Ausgleich der Einbußen der gesetzlichen Rentenversicherung wird den Versicherten empfohlen, zusätzlich privat und/oder betrieblich vorzusorgen.

#### Riesterförderung
Primär sollte ermöglicht werden, dass auf freiwilliger Basis jeder zur gesetzlichen Rentenversicherung Pflichtversicherte sich durch eine kapitalgedeckte, staatlich geförderte Altersvorsorge eine Zusatzrente soll aufbauen dürfen. Seit 2002 wird insoweit die private Altersvorsorge durch Steuervergünstigungen und/oder Altersvorsorgezulagen gestützt (siehe Riester-Rente).

#### Entgeltumwandlungsanspruch in der betrieblichen Altersversorgung
Im Rahmen des Betriebsrentengesetzes (§ 1a BetrAVG) wurde im betrieblichen Bereich der Vorsorge ein Rechtsanspruch auf Entgeltumwandlung geschaffen. Diese wird so gefördert, dass Beiträge bis zur Höhe von vier Prozent der Beitragsbemessungsgrenze der gesetzlichen Rentenversicherung steuer- und sozialabgabenbefreit aufgewendet werden dürfen (sogenannte „Bruttolohnumwandlung“). Diese Förderung wurde gemäß §§ 10a, 79 ff. EStG auf eine betriebliche Riesterförderung erstreckt.

#### Zertifizierte Anlageprodukte
Ergänzend wurden bestimmt, welche für die förderfähigen Produkte (sogenannte zertifizierte Altersvorsorgeprodukte) einzuhalten sind. Die Zertifizierungsrichtlinien beinhalten daher Vorgaben zur Rentenauszahlung, zur Vererbbarkeit und zur Möglichkeit einer Teilkapitalisierung des Versorgungsvermögens. Fragen der Rentabilität und Nachhaltigkeit der Finanzprodukte bleiben dabei außer Betracht. Als förderfähige Anlagemöglichkeiten kommen in Betracht: zertifizierte klassische wie fondsgebundene Rentenversicherungen, Fondssparpläne, Banksparpläne, die zu Rentenbeginn in eine Rentenversicherung umgewandelt werden, über die dann die Auszahlung stattfindet und Bausparverträge nebst Wohnriester-Darlehen. Innerhalb der betrieblichen Altersversorgung können die Durchführungswege der Pensionskasse, des Pensionsfonds und der Direktversicherung gemäß § 3 Nr. 63 EStG genutzt werden (§§ 10a, 79 ff. EStG).

### Verbesserte Renteninformationen
Auf Seiten des Rentenversicherungsträgers wurde ein verbesserter Auskunftsservice eingerichtet. Seither verschicken die Rentenversicherungsträger bereits einige Jahre vor dem voraussichtlichen Rentenbeginn aktuelle Renteninformationen nach § 109 SGB VI an die Versicherten. Die Renteninformation gibt den Versicherten Auskunft über die aktuellen Rentenansprüche. Zudem erhalten alle Versicherten jährlich eine Renteninformation, die das 27. Lebensjahr vollendet und mindestens für 5 Jahre (60 Kalendermonate) Beitragszeiten zurückgelegt haben.

### Grundsicherung im Alter und bei voller Erwerbsminderung
Geschaffen wurde die Grundsicherung im Alter und bei Erwerbsminderung (§ 41 ff. SGB XII), wodurch seit dem 1. Januar 2003 in Deutschland bestehende bedarfsorientierte Sozialleistungen zur Sicherstellung des notwendigen Lebensunterhalts bestehen.

### Hinterbliebenenrenten
Auch wurden die Regelungen für Hinterbliebenenrenten grundlegend überarbeitet. Von Vertrauensschutzregelungen für vor dem 2. Januar 1962 geborene Versicherte abgesehen, gelten bei allen ab dem Jahr 2002 verstorbenen Ehen/Lebenspartnerschaften folgende Neuerungen:
- Die Einkommensanrechnungen bei Hinterbliebenenrenten wurde verschärft und nahezu alle der/dem Hinterbliebenen zufließende Einkommen werden auf die Rente angerechnet (§ 97 SGB VI zusammen mit § 18a ff. SGB IV).
- Die großen Witwen-/Witwerrenten beträgt nur noch 55 statt 60 Prozent der Versichertenrente (der/des Verstorbenen) (§ 67 Ziff. 6 SGB VI).
- Ein Zuschlag erhöht die Hinterbliebenenrente, soweit der/dem Hinterbliebenen Kinderberücksichtigungszeiten in den ersten drei Lebensjahren des Kindes zugeordnet sind (§ 78a SGB VI).
- Kleine Witwenrente wird nur noch für längstens 24 Kalendermonate gewährt (§ 46 Abs. 1 SGB VI).
- Eheleute und eingetragene Lebenspartnerschaften können alternativ zur Witwen/Witwerrente ein Rentensplitting durchführen (§ 120a ff. SGB VI).

### Bewertung von Kinderberücksichtigungszeiten und nicht erwerbsmäßiger Pflege eines Kindes
Ferner wurde eine Bewertung der Kinderberücksichtigungszeit und Zeiten der nicht erwerbsmäßigen Pflege eines Kindes eingeführt. Diese gilt für Versicherte, die bei Rentenbeginn wenigstens 25 Versicherungsjahre aufweisen können und zwar wenn:
1. Beitragszeiten aus Erwerbstätigkeit und Kinderberücksichtigungszeit oder Zeit der Pflege eines Kindes unter 18 Jahren zusammentreffen; es werden die eigenen Beiträge für diese Zeiten um 50 Prozent erhöht, höchstens jedoch um 0,0278 Entgeltpunkte je Kalendermonat.
2. mindestens für zwei Kinder Berücksichtigungszeiten und/oder Zeiten der Pflege eines Kindes unter 18 Jahren parallel vorliegen; für diese Zeiten werden pro Kalendermonat 0,0278 Entgeltpunkte gutgeschrieben – Entgeltpunkte nach 1.) sind vorrangig und werden von den nach 2.) ermittelten Punkten abgezogen.

Die zusätzlichen Entgeltpunkte dürfen zusammen mit den Entgeltpunkten aus Beitragszeiten und Kindererziehungszeiten für dieselben Kalendermonate nicht über 0,0833 Entgeltpunkten liegen. Sonst werden die zusätzlichen Punkte entsprechend gemindert oder entfallen vollständig.
Mit 1.) wird die Rente nach Mindestentgeltpunkten fortgeführt, aber auf den Kreis der Kindererziehenden beschränkt.